# Février 1951

## Évènements
- 2 février : premier vol plané du Leduc 016 à statoréacteur.

- 5 février : six AJ-1 et trois P2V-3C de la flottille VC-5 de l’US Navy quittent Norfolk pour Port Lyautey, au Maroc, via les Bermudes et les Açores. Le vol qui s’achève le 8 février avec un avion AJ en moins après avoir été cloué au sol à Lajes, aux Açores, à la suite d’un manque de pièces, constitue la première traversée de l’Atlantique par un vol d’appareils embarqués.

- 8 février : 
  - accords franco-tunisiens. Décrets amorçant la fin de l’administration directe par la France en Tunisie.
  - Les squadrons de chasse des Marines retournent en Corée après une période au Japon, et débutent les opérations de support aérien depuis les terrains de Pusan, en Corée du Sud.

- 12 février : libération de Kwame Nkrumah. Le parti populaire du congrès (Convention People's Party) de Kwame Nkrumah triomphe aux élections à Accra. Il réclame pour la Gold Coast le statut de dominion au sein du Commonwealth.

- 13 février : premier vol du triplace d’entraînement Morane-Saulnier M.S.732.

- 14 février : premier vol du Republic F-84F.

- 15 février : 
  - ouverture à Paris de la conférence sur la Communauté européenne de défense (CED).
  - Premier vol du chasseur SE-2415 Grognard II.

- 17 février : érection du Diocèse militaire catholique du Canada.

- 21 février :
  - Corée : opération Killer (ONU)
  - Lors d'une traversée entre Aldergrove (Irlande du Nord) et Gander (Terre-Neuve), un English Electric Canberra B.MkII devient le premier avion à réaction à traverser l'Atlantique sans escale. Le Sqn Ldr A E Callard réalise une traversée de 4 heures et 37 minutes à la moyenne de 723,33 km/h sur 3 330 km. À bord de l'appareil se trouvaient également Flt Lt A Haskett ainsi que Flt Lt A Robson DFC.

- 23 février : premier vol du chasseur Dassault Mystère II piloté par Kostia Rozanoff.

- 27 février : 22e amendement, limitant le nombre de mandats présidentiels à deux aux États-Unis.

- 28 février, France : chute du premier gouvernement Pleven.

## Naissances
- 3 février : Blaise Compaoré, Président de 1987 à 2014 du Burkina Faso.
- 5 février : Joy Grant, financière, diplomate et femme politique bélizienne ;
- 6 février : Jacques Villeret, comédien français († 28 janvier 2005).
- 9 février : 
  - Mitsuru Adachi, mangaka japonais.
  - Dennis Thomas dit Dee Tee, membre du groupe Kool & The Gang.
- 14 février : 
  - Michael Doucet, chanteur.
  - Philippe Pozzo di Borgo, auteur et entrepreneur français († 1er juin 2023).
- 15 février : Jane Seymour, actrice et productrice britannique naturalisée américaine.
- 16 février : Greg Selinger, premier ministre du Manitoba.
- 19 février : 
  - Horace Andy, chanteur jamaïcain de reggae
  - Suzanne Angly, Miss Alsace 1968, puis Miss France 1969.
  - Bruno Sido, homme politique français.
  - Shigeru Umebayashi, compositeur japonais.
  - Marc François, acteur français († 12 août 2009).
- 20 février : 
  - Edward Albert, comédien américain († 22 septembre 2006).
  - Gordon Brown, Premier ministre du Royaume-Uni.
  - Randy California, guitariste, chanteur et compositeur américain († 2 janvier 1997).
  - Albert De Martin, homme politique québécois.
  - Christian Favier, homme politique français.
  - Suzue Miuchi, mangaka japonaise.
  - Phil Neal, footballeur britannique.
  - Pertti Teurajärvi, fondeur finlandais.
- 21 février :
- 1951 : 
  - Pino Arlacchi, sociologue et politicien italien devenu célèbre pour ses études et ses essais sur la mafia.
  - Roberto Domínguez, matador espagnol.
  - Wolfgang Frank, entraîneur et footballeur allemand († 13 septembre 2013).
  - William McDonough, architecte et designer américain.
  - Warren Vaché, trompettiste de jazz américain.
  - Erik van Dillen, joueur de tennis américain.
  - Armand Vaquerin, joueur de rugby français († 12 juillet 1993).
  - Vince Welnick, claviériste américain (Grateful Dead) († 2 juin 2006).
- 22 février :
  - Bruno Boscherie, escrimeur français champion olympique.
  - Jean Charbonniaud, haut fonctionnaire français.
  - Gérard Charollois, juriste et militant écologiste français.
  - Alain Dinin, PDG de Nexity.
  - Patrick Dralet, footballeur français.
  - Ellen Greene, actrice et chanteuse américaine.
  - Charlotte-Rita Pichon, femme de théâtre, actrice, metteur en scène et dramaturge française.
  - Valerie Sutton, danseuse et pédagogue américaine.
- 23 février : 
  - Aliette Armel, romancière, essayiste et critique littéraire française.
  - Alain Bertrand, homme politique français († 3 mars 2020).
  - Eddie Dibbs, joueur de tennis américain.
  - Toshiharu Ikeda, réalisateur japonais († 24 décembre 2010).
  - Yves Le Roy, athlète français spécialiste du décathlon.
  - Shigefumi Mori, mathématicien japonais.
  - Rita Poelvoorde, danseuse belge.
  - Patricia Richardson, actrice américaine.
- 24 février : 
  - Earl Anderson, joueur professionnel canadien de hockey sur glace.
  - Clyde Best, footballeur et entraîneur bermudien.
  - Enzo Bianco, homme politique italien.
  - Tony Holiday, chanteur allemand († 14 février 1990).
  - Bernard Leroy, personnalité politique française.
  - Monique Melsen, chanteuse luxembourgeoise.
  - Debra Jo Rupp, actrice américaine.
  - Helen Shaver, actrice, réalisatrice et productrice canadienne.
- 25 février : 
  - Anders Hedberg, joueur professionnel de hockey sur glace suédois.
  - Giampiero Marini, footballeur italien.
  - Don Quarrie, athlète jamaïcain.
- 28 février :
  - Raphaëlle Billetdoux, écrivain française.
  - Éric Burgener, footballeur suisse.
- 26 février : 
  - Vladimir Barnachov, biathlète soviétique.
  - Stanislav Eremin, joueur de basket-ball russe.
  - Ramón Heredia, footballeur et entraîneur argentin.
  - Carmen Martínez-Bordiú y Franco, duchesse de Cadix et d’Anjou.
  - Siegmund Mewes, footballeur et entraîneur est-allemand.
- 27 février : 
  - Lee Atwater, stratège politique américain († 29 mars 1991).
  - Serge Bimpage, écrivain et journaliste suisse.
  - Helen McCarthy, femme de lettres britannique.
  - Walter da Silva, designer automobile italien
- 28 février :
  - Raphaële Billetdoux, écrivaine française.
  - Gustav Thöni, skieur alpin italien.

## Décès
- 3 février : Fréhel chanteuse française (° 13 juillet 1891).
- 7 février : Edna Brower, femme de John Diefenbaker.
- 11 février : Ambroise Croizat , homme politique français, Il fut l'un des fondateurs de la Sécurité sociale (° 28 janvier 1901)
- 13 février : Lars Gabriel Andersson, zoologiste suédois (° 22 février 1868).
- 19 février : 
  - André Gide, écrivain français, Prix Nobel de littérature 1947 (° 22 novembre 1869).
- 21 février : 
  - Charlus, chanteur français (° 6 septembre 1860).
  - Scott Pembroke, réalisateur, acteur et scénariste américain (° 13 septembre 1889).
- 25 février : 
  - Alfred-Alphonse Bottiau, sculpteur français (° 6 février 1889).
- 27 février : 
  - Hans Benda, amiral dans la Marine allemande pendant la Seconde Guerre mondiale (° 19 août 1877).
- 28 février : 
  - Henry Taylor, nageur britannique (° 17 mars 1885).
  - Vsevolod Vichnevski, auteur, dramaturge et scénariste russe (° 21 décembre 1900).